# Rijas
Rijas je zaljev nastao potapanjem riječnog ušća. Rijasi su ljevkastog oblika i često su duboki i uvučeni u kopno zbog djelovanja struja morskih mijena koje odvlače riječni materijal. Zbog takvih dubina na estuarijima su se razvile velike luke: London (Temza), Hamburg (Laba), Québec (St. Lawrence).